# Panaxia coreana
Panaxia coreana är en fjärilsart som beskrevs av Matsumura 1927. Panaxia coreana ingår i släktet Panaxia och familjen björnspinnare. Inga underarter finns listade i Catalogue of Life.